# Феоктистов, Борис Степанович
Борис Степанович Феоктистов (Красноярск; 23 августа 1911—1990) — виртуоз-балалаечник.
Заслуженный артист РСФСР (1959). 2-я премия на Всесоюзном конкурсе исполнителей на народных инструментах (1939). Игре на балалайке обучался у Г. И. Трошина в Красноярске. В 1933-36 занимался в Московском музыкальном училище им. Ипполитова-Иванова по классу виолончели у Л. М. Сейделя. С 1936, находясь в рядах Советской Армии, играл на виолончели в симфоническом оркестре Центрального дома Советской Армии. В 1938-71 — солист Ансамбля песни и пляски Советской Армии им. А. В. Александрова (балалайка). В репертуаре Феоктистова — переложения для балалайки произведений русских и западно-европейских классиков, сочинений советских композиторов, русские народные песни, музыка народов СССР. Его игра отличается виртуозностью. Феоктистов принадлежат обработки и переложения произведений для балалайки с фортепиано, в том числе Вариаций на тему рококо П. И. Чайковского, рондо Моцарта — Крейслера.

## Биография
Борис Степанович Феоктистов родился в 1911 году в Красноярске. В течение нескольких лет Феоктистов занимался в самодеятельном оркестре народных инструментов, приобретая там опыт сольных выступлений..
Тридцатые годы внесли большую перемену в жизнь юноши. Однажды в Красноярск приехала группа московских артистов, в их программе не хватало концертного номера. По рекомендации местных музыкантов был приглашен молодой балалаечник. Выступление на профессиональной сцене прошло успешно, и вскоре Феоктистов едет в Москву. Здесь он поступает в музыкальное училище им. Ипполитова-Иванова в класс виолончели. Отсюда он был призван на военную службу.
С 1938 года после службы в армии Феоктистов — солист оркестра Краснознаменного ансамбля им. Александрова (в то время Краснознамённого ансамбля красноармейской песни и пляски).
В 1939 году он стал лауреатом Всесоюзного смотра исполнителей на народных инструментах (заняв второе место).
Много гастролировал Феоктистов и за рубежом. И везде русская балалайка завоевывала признание. Советские и зарубежные слушатели высоко оценивали виртуозную игру Б. С. Феоктистова, его пластичный плавный звук, высокое творческое мастерство, увлеченность.
Феоктистов был не только исполнителем. Он является автором множества обработок, переложений скрипичных и виолончельных пьес русских и зарубежных классиков.

## Память
В честь Бориса Степановича Феоктистова в Красноярске проводятся всесибирские фестивали-конкурсы
.
Краевой конкурс оркестров и ансамблей народных инструментов им. Б.С. Феоктистова 